# Supachok Sarachat
Supachok Sarachat (en thaï : สุภโชค สารชาติ), né le 22 mai 1998 à Sisaket en Thaïlande, est un footballeur international thaïlandais évoluant au poste de milieu offensif au Consadole Sapporo.

## Biographie

### En club
Né à Sisaket en Thaïlande, Supachok Sarachat est formé par le Buriram United. Il joue son premier match en professionnel le 9 août 2015, lors d'une rencontre de championnat face au Sisaket F.C. (en). Il est titularisé et son équipe s'impose par un but à zéro.
En juin 2022, Supachok Sarachat rejoint le Japon et le club de Consadole Sapporo, où il arrive sous forme de prêt.
Le 12 novembre 2022, Supachok Sarachat s'engage définitivement avec le Hokkaido Consadole Sapporo. Il signe un contrat de cinq ans avec le club japonais.

### En sélection
Le 31 août 2017, Supachok Sarachat honore sa première sélection avec l'équipe nationale de Thaïlande contre l'Irak. Il entre en jeu à la place de Chanathip Songkrasin et son équipe s'incline par deux buts à un. Le 10 septembre 2019, Sarachat se fait remarquer contre l'Indonésie en marquant ses deux premiers buts en sélection et en provoquant un penalty en faveur de son équipe. Il est ainsi impliqué sur la totalité des buts de son équipe, qui s'impose ce jour-là (0-3 score final).

## Vie privée
Suphanat est le frère aîné de Suphanat Mueanta, qui joue également au sein du Buriram United en tant qu'attaquant. Supachock utilise le nom de famille maternel tandis que Suphanat utilise le nom de famille paternel.